# Rezerwat przyrody Baranie Góry
Rezerwat przyrody Baranie Góry – leśny rezerwat przyrody w gminie Lipowiec Kościelny, w powiecie mławskim, w województwie mazowieckim.
Zajmuje powierzchnię 176,62 ha. Został powołany Zarządzeniem Ministra Ochrony Środowiska, Zasobów Naturalnych i Leśnictwa z 31 grudnia 1993 roku (M.P. z 1994 r. nr 4, poz. 19). Według aktu powołującego, rezerwat utworzono w celu zachowania ze względów naukowych i dydaktycznych naturalnego krajobrazu leśnego o urozmaiconej rzeźbie terenu, zawierającego bogaty wielogatunkowy drzewostan z typowo wykształconym zbiorowiskiem dąbrowy pełnikowej oraz licznymi stanowiskami roślin rzadkich i chronionych.
Rezerwat jest objęty ochroną czynną i krajobrazową.